# Château de Couterne
Le château de Couterne ou château du Fai est une demeure, des XVIe – XVIIe siècles, qui se dresse sur le territoire de la commune française de Couterne dans le sud du département de l'Orne, en région Normandie. L'édifice est inscrit au titre des monuments historiques.

## Historique
Le château du XVe siècle, fut acquis, en 1542, par Jehan de Frotté, secrétaire et contrôleur général des finances de Marguerite de Valois-Angoulême, reine de Navarre.
Le château fut, avec Louis de Frotté, un haut lieu de la chouannerie dans l'Orne. Charles-Gabriel Daniel de Frotté (1732-1791) était au moment de la Révolution seigneur et patron de Couterne.

## Description
Le château de style français, élégant manoir de granit et de briques roses, flanqué de deux tours rondes est entouré d'eau. À l'origine, les tours étaient au nombre de six, mais quatre d'entre elles furent détruites au XVIIIe siècle lors de l'agrandissement du château, par un marquis de Frotté, peu avant la Révolution, suréleva le manoir d'un étage et créa deux pavillons de briques. C'est à ce moment que fut mis en place des cheminées et des trumeaux de style transition Louis XVI-Louis XVI et les boiseries de la salle à manger. C'est aussi à cette époque que furent créés, à l'arrière, les jardins en terrasse entourés de douves ; sa façade avant donnant sur une cour d'honneur.

## Protection
Le château est inscrit au titre des monuments historiques par arrêté du 17 avril 1931.